# Armoiries de la Hongrie
Ne doit pas être confondu avec Armorial de la Hongrie.
Les armoiries de la Hongrie ont été adoptées le 3 juillet 1990, après la chute du régime communiste. Elles ont été utilisées avant cette date, avec ou sans la couronne de saint Étienne, parfois en tant qu'élément d'armoiries plus complexes. La plupart de ses éléments remontent au Moyen Âge.
Le blason est divisé en deux parties :
- à senestre, les fasces de la dynastie Árpád : quatre d'argent et quatre de gueules. On dit généralement que les fasces d'argent représentent les rivières de Hongrie (Duna, Tisza, Dráva et Száva).
- à dextre, trois collines de sinople surmontées d'une croix partiarcale  pattée d'argent, issante d'une couronne d'or, plantée au sommet d'un mont de trois coupeaux de sinople. Les trois collines représentent les monts Mátra, Tátra et Fátra.

## Histoire
L'élément le plus ancien des armoiries est la double croix, dont on estime qu'elle a longtemps été le symbole du royaume apostolique de Hongrie. Des héraldistes hongrois et tchèques ont suggéré qu'elle provient en réalité de Cyrille et Méthode. La théorie la plus couramment acceptée est que cette croix est d'origine byzantine, étant donné qu'elle apparaît vers 1190, sous le règne du roi Béla III, élevé à la cour de Constantinople. Elle apparaît sur les armoiries et les monnaies de l'époque.
Les fasces rouges et blanches sont le symbole des Árpád. Elles apparaissent pour la première fois dans les armoiries en 1202, sur un sceau du roi Imre. La double croix n'apparaît pas sur ce sceau, qui figure en plus des fasces neuf lions d'or. Sur la Bulle d'Or du roi André II de Hongrie, il n'y a que sept lions, et des feuilles de tilleul apparaissent au milieu des fasces. Ces armoiries n'ont été utilisées que brièvement : sous Béla IV, la double croix est reprise.
Après l'extinction de la dynastie Árpád et la venue au pouvoir des Angevins (1308), ceux-ci reprennent les armoiries des Árpád (les fasces rouges et blanches), mettant ainsi l'accent sur leur légitimité et leurs liens avec l'ancienne dynastie. Ils combinent ces armoiries avec les leurs, obtenant un blason proche de l'actuel, avec les fleurs de lys angevines à la place de la croix.
Le blason actuel est utilisé pour la première fois sous le règne de Louis Ier (1342-1382). La couronne surplombant le blason apparaît sous le règne de Ladislas Ier Jagellon (1440-1444). Il s'agit à l'origine d'un diadème classique, mais sur le sceau de Matthias Corvin de 1464, elle commence à ressembler davantage à la couronne de saint Étienne.
La version finale des armoiries est élaborée sous le règne de Matthias II, au début du XVIIe siècle. Son usage devient régulier sous le règne de Marie-Thérèse d'Autriche.
Les armoiries de la Hongrie se complexifient par la suite. Elles incluent les armoiries des territoires qui rejoignent le royaume de Hongrie, comme celles de la Croatie, de la Dalmatie et de la Slavonie, et des territoires conquis, comme la Bosnie ; mais le « petit blason » reste toujours la pièce centrale. À gauche, les armoiries moyennes à l'époque du compromis austro-hongrois de 1867, qui sont les armoiries officielles de la Hongrie jusqu'en 1918. Les additions extérieures sont, dans le sens inverse des aiguilles d'une montre et en commençant en haut à gauche, les blasons de la Dalmatie, de la Slavonie, de la Bosnie (ajouté en 1915), de Fiume, de la Transylvanie et de la Croatie.
Lorsque la Hongrie rejoint à l'empire des Habsbourg, son blason est intégré à celui de l'empire, mais son importance se réduit ultérieurement, et sous le règne de Joseph II, il disparaît des monnaies.
Durant la révolution hongroise de 1848, et à la suite du renversement des Habsbourg, le 14 avril 1849, la couronne de saint Étienne est retirée des armoiries. Le petit blason restant est généralement appelé « armoiries de Kossuth » (« Kossuth-címer »), d'après Lajos Kossuth, le président-régent de Hongrie. Dans les grandes armoiries, la couronne est remplacée par des lauriers, à la fois au-dessus du blason et à l'intérieur de celui-ci.
Après la répression de la révolution, les armoiries de la Hongrie ne sont pas réutilisées avant le compromis de 1867. Le petit blason avec la couronne redevient alors élément au sein d'armoiries plus complexes (voir plus haut).
En 1918, les « armoiries de Kossuth » sont brièvement réutilisées par la République démocratique hongroise. En 1919, la République des conseils de Hongrie abolit les armoiries traditionnelles, utilisant une étoile à cinq branches dans les documents officiels. Après la chute de cette république soviétique, en août 1919, le petit blason (avec la couronne) redevient officiel jusqu'en 1944.
Durant le bref épisode du Gouvernement d'unité nationale du Parti des Croix fléchées, en 1944-1945, la lettre « H » (pour Hongrie[réf. nécessaire]) et le symbole de la croix fléchée y sont ajoutés.
De 1946 à 1949, les « armoiries de Kossuth » sont réutilisées, jusqu'à ce que le régime communiste de la république populaire de Hongrie introduise de nouvelles armoiries, de conception proche de celles de l'Union soviétique. Héraldiquement parlant, il ne s'agit pas d'armoiries, étant donné qu'il n'y a pas de blason. Surnommé « badge Rákosi », ce symbole n'est guère populaire parmi les Hongrois.
Durant la révolution de 1956, les « armoiries de Kossuth » sont de nouveau reprises. Dans les films d'actualité de l'époque, on peut les voir peintes sur les tourelles des tanks révolutionnaires. L'insurrection est rapidement écrasée par l'Armée rouge, mais le nouveau gouvernement communiste préfère ne pas réintroduire le « badge Rákosi », et ces armoiries sont utilisées pendant environ une année.
Les nouvelles armoiries socialistes sont conçues fin 1957, en combinant l'aspect général du « badge Rákosi » avec un petit blason central aux couleurs de la Hongrie. Elles sont surnommées à leur tour « badge Kádár ».
Depuis 1990, le petit blason couronné sert de symbole officiel de la République hongroise. Une version avec supports (deux anges) est utilisée par la Présidence de la République
La présence de la couronne de saint Étienne suscite de vifs débats dans le premier Parlement élu démocratiquement. Le parti d'opposition libérale SZDSZ propose l'usage de la version « républicaine » à la Kossuth, mais le gouvernement conservateur soutient la version historique, avec la couronne. Elle a finalement été adoptée par la majorité, et fait désormais l'objet d'un consensus national.

Autres versions parfois utilisées :

## Source
- (en) Cet article est partiellement ou en totalité issu de l’article de Wikipédia en anglais intitulé « Coat of arms of Hungary » (voir la liste des auteurs).

## Note
1. ↑  Site officiel de la Présidence de la République de Hongrie